# Gombos Károly (művészettörténész)
Gombos Károly (Debrecen, 1924. január 2. – Budapest, 1987. január 10.) magyar művészettörténész, muzeológus, könyvtáros.

## Életpályája
Középiskolai tanulmányait szülővárosában végezte el; bekapcsolódott az illegális pártmunkába. 1945–1951 között az illegális KMP tagja volt, a második világháború után függetlenített szakszervezeti alkalmazott (Postások Szakszervezete). 1951–1967 között az MDP Kulturális Osztályán a közgyűjteményi ügyek előadója volt. 1960–1964 között az SZKP KB moszkvai Pártfőiskoláján társadalom-tudományokat tanult. 1967-ben az Eötvös Loránd Tudományegyetem Bölcsészettudományi Karán művészettörténész diplomát kapott. 1967–1972 között az Iparművészeti Múzeum főigazgató-helyettese volt. 1972–1984 között a budapesti Hopp Ferenc Kelet-ázsiai Művészeti Múzeum igazgatója volt. 1967–1969 között Moszkvában művészettörténeti tanulmányokat folytatott a kaukázusi és középázsiai népek művészete és iparművészete témakörében. 1984-ben nyugdíjba vonult.
Sírja a budafoki urnatemetőben található.

## Művei
- A kalocsai Zöldkereszt munkája (1944)
- Üzbegisztán művészetének gyöngyszemeiből. I.-III. (Múzeumi magazin, 1969)
- Koba Guruli (1971)
- Örményország (Gink Károllyal, Budapest, 1972)
- Üzbegisztán. Bokhara–Szamarkand–Khiva (Gink Károllyal; A szovjet köztársaságok művészete; Budapest, 1973)
- Régi türkmén szőnyegek (1975)
- Örmény sárkányos szőnyegek (Múzsák, 1976)
- Régi keleti szőnyegek (1977)
- Régi kaukázusi azerbajdzsán szőnyegek (1977)
- Régi örmény sárkányos szőnyegek. – Régi örmény szőnyegek (Művészettörténeti Értesítő, 1977)
- Régi kaukázusi szőnyegek (1978, 1983)
- Régi keleti imaszőnyegek (1978)
- Régi perzsa és anatóliai szőnyegek (1979)
- Régi perzsa szőnyegek (1980-1981)
- Régi középázsiai szőnyegek (1980)
- Régi szövött keleti szőnyegek és hímzések (Budapest-Sárvár, 1980)
- Régi kaukázusi azerbajdzsán szőnyegek (Művészettörténeti Értesítő, 1980)
- Applikált perzsa kárpit (kiállításvezető; írta és szerkesztette; Budapest, Nagytétényi Kastélymúzeum, 1980)
- Régi keleti hímzések Ródosztól Bokharáig (1982)
- Török és perzsa kelmék (1982)
- Régi anatóliai szőnyegek (Sárvár, 1982)
- Keleti szövött szőnyegek (1983)
- Közép-Ázsia művészete Avicenna korában (1983)
- Türkmén szőnyegek (1984)
- Aszkéták, dervisek, imaszőnyegek (Budapest, 1985)
- Ázsiai nyeregtakarók (1985)
- Ipolyi Arnold keleti szőnyeg-gyűjteménye (Ipolyi Arnold-emlékkönyv. Halálának századik évfordulója alkalmából az esztergomi Keresztény Múzeumban, 1986. dec. 12-én rendezett emlékülés anyaga. Szerkesztette: Cséfalvay Pál, Ugrin Emese; Budapest, 1989)

## Díjai
- Szocialista Kultúráért (1958)[5]
- Móra Ferenc-emlékérem (1983)